# Athens (Pensilvania)
Athens es un borough ubicado en el condado de Bradford en el estado estadounidense de Pensilvania. En el año 2000 tenía una población de 3.415 habitantes y una densidad poblacional de 749 personas por km².

## Geografía
Athens se encuentra ubicado en las coordenadas 41°57′50″N 76°21′21″O / 41.96389, -76.35583.

## Demografía
Según la Oficina del Censo en 2007 los ingresos medios por hogar en la localidad eran de 32.246 $ y los ingresos medios por familia eran 42.837 $. Los hombres tenían unos ingresos medios de 33.625 $ frente a los 22.361 $ para las mujeres. La renta per cápita para la localidad era de 20.874 $. Alrededor del 11,7% de la población estaba por debajo del umbral de pobreza.